# Bombax ceiba
Espèce
Classification phylogénétique
Bombax ceiba, l'un des fromagers, encore appelé Fromager rouge ou Kapokier rouge, est une espèce de plantes à fleurs de la famille des Bombacaceae selon la classification classique, ou de celle des Malvaceae selon la classification phylogénétique.
Cette espèce  de grand arbre tropical est originaire d'Asie tropicale et d'Océanie. Il peut être cultivée dans les jardins méditerranéens.

## Description
L'arbre mesure jusqu'à 25 à 40 m de haut. Les grands spécimens ont souvent le tronc renflé et des racines-contreforts robustes.
C'est un arbre à feuilles caduques : il fleurit pendant la saison sèche, lorsqu'il n'a plus de feuilles, de février à mars.
Le tronc porte à la base de grosses épines caractéristiques, de forme conique.
Ses feuilles d'une longueur pouvant atteindre 30 cm sont vert clair et palmées à pétioles longs, à 5 ou 7 folioles ; tandis que ses grandes fleurs charnues de 7 à 15 cm sont à cinq pétales rouge écarlate ou orange. Les fruits sont des capsules oblongues de 10 à 17 cm contenant des graines de jusqu'à 8 mm enrobées de fibres cotonneuses blanchâtres.

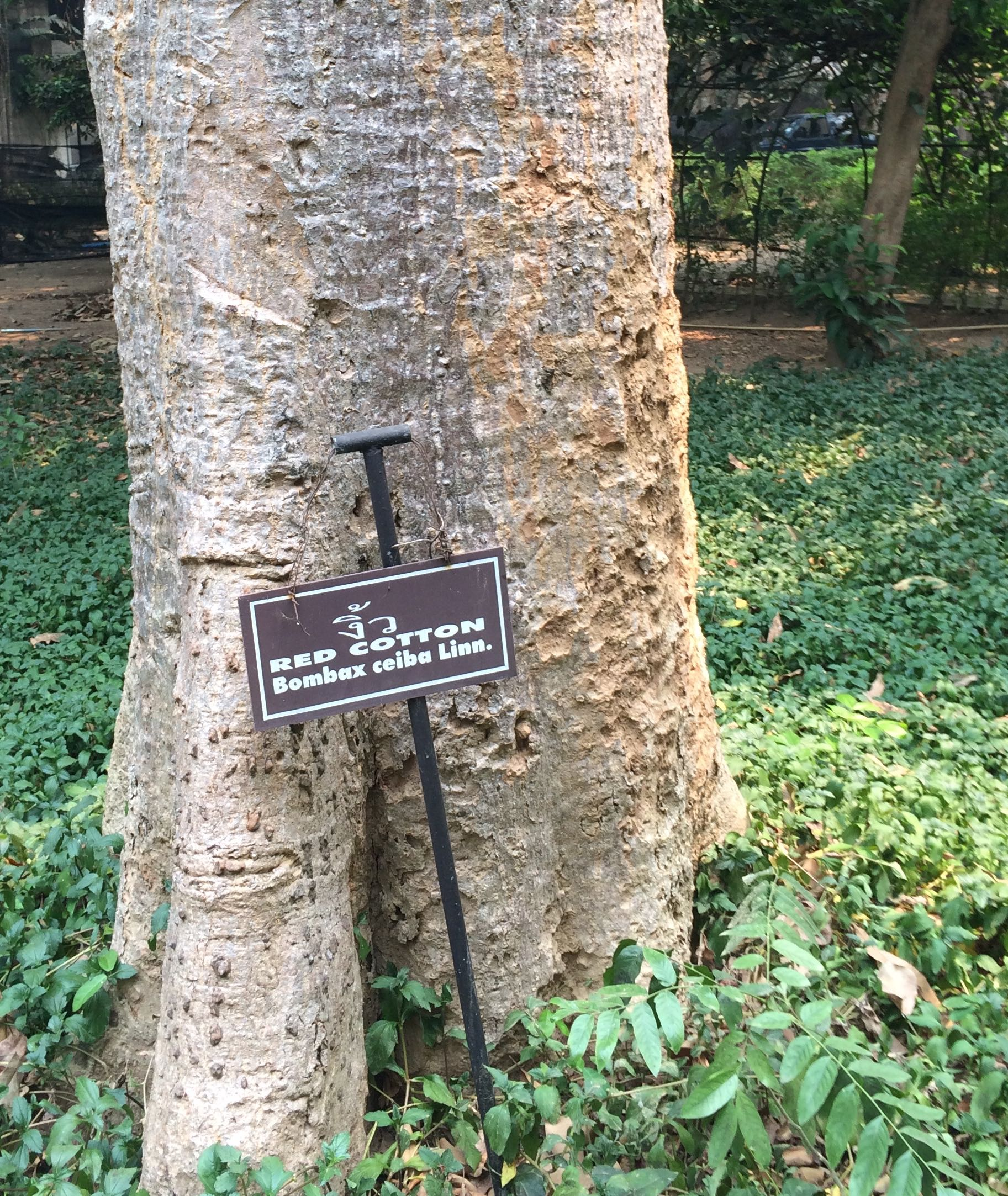
Tronc d'un Fromager rouge à Lampang, Thaïlande.
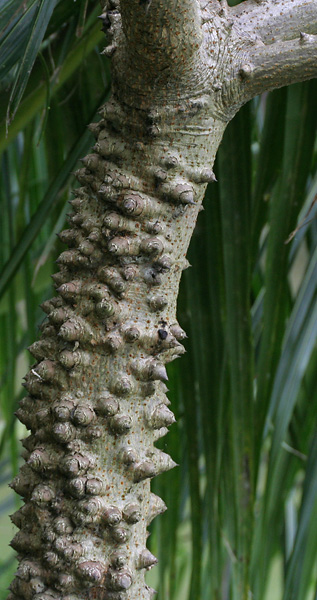
Détail du tronc d'un jeune Kapokier rouge à Calcuta, Bengale-Occidental, Inde.
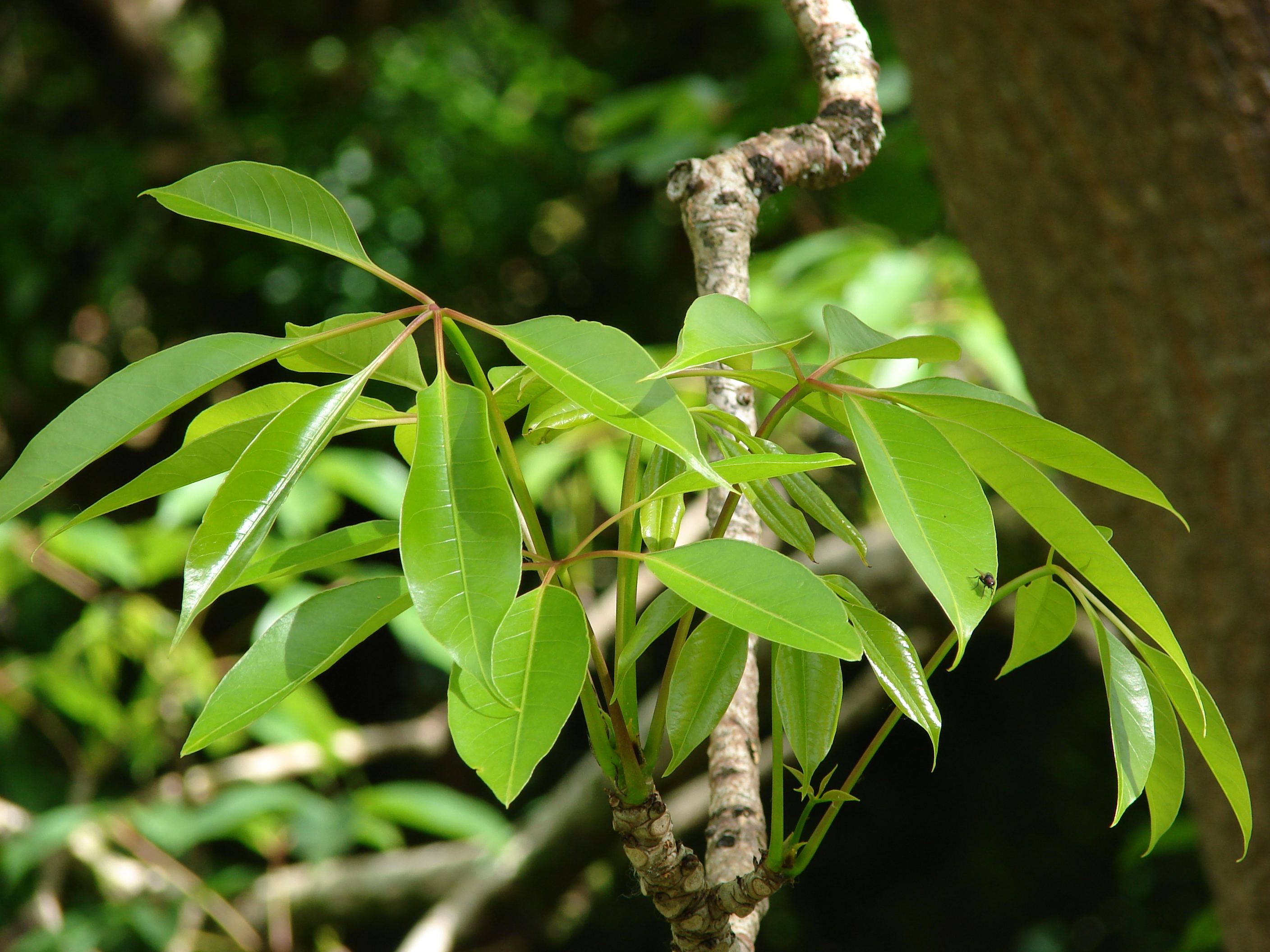
Feuilles
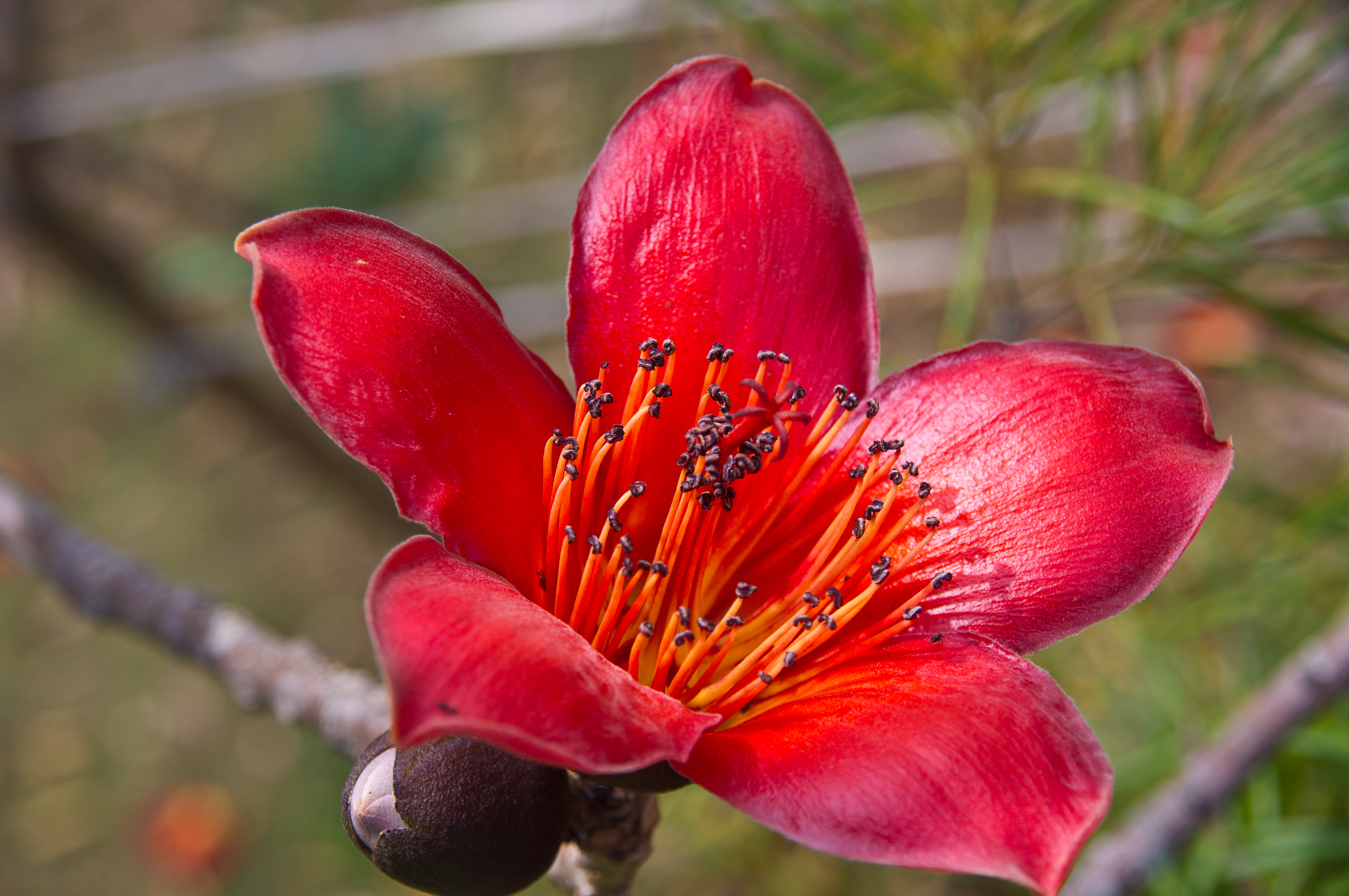
Fleur

## Utilisation
Son bois connu sous le nom de Semul est léger, similaire au balsa et il est utilisé pour faire des allumettes.

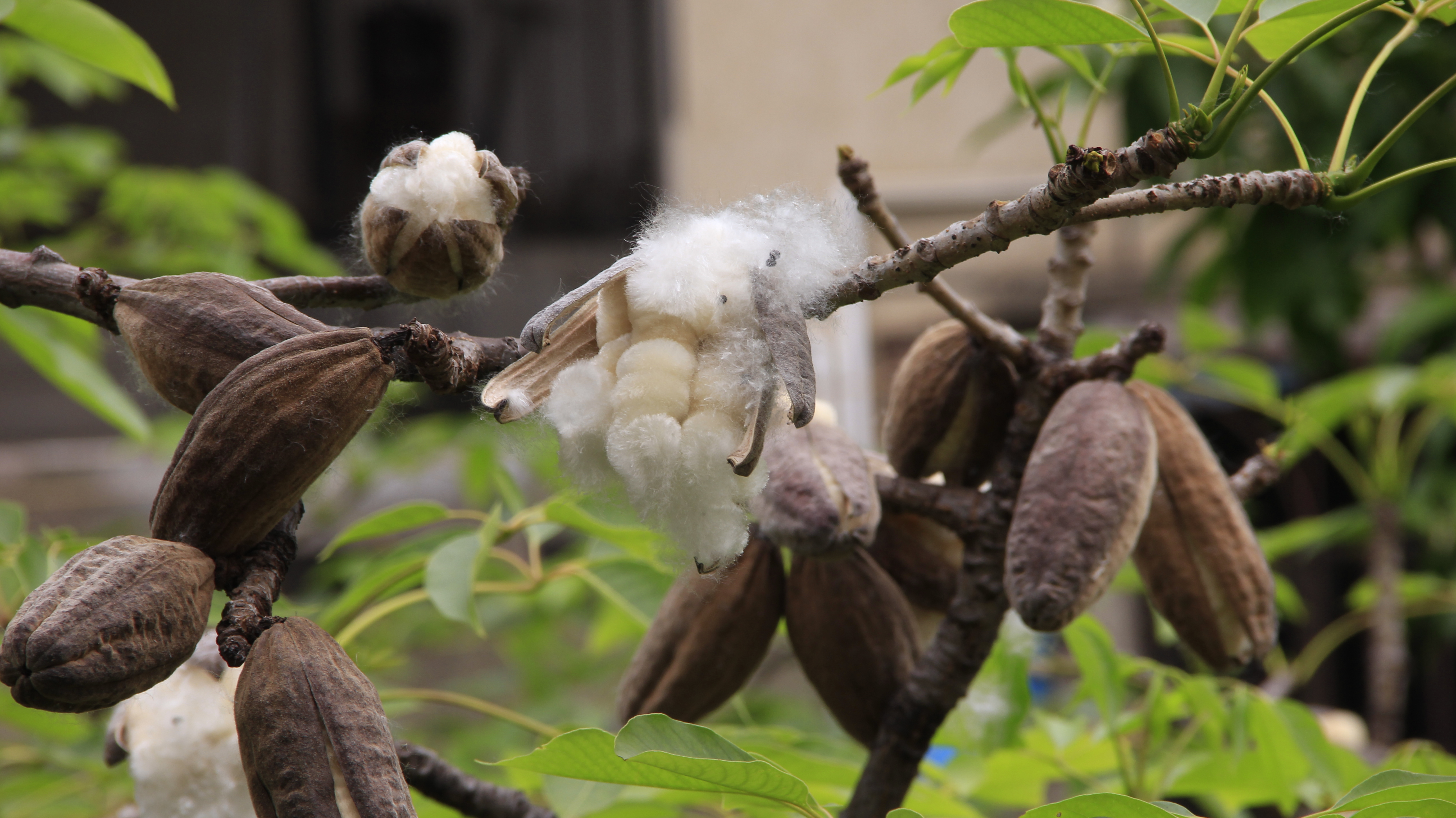
Fibres cotonneuses des fruits éclatés du Bombax ceiba

Les fibres cotonneuses enrobant la graine peuvent servir à la production de kapok pour faire des coussins et des matelas (comme chez beaucoup d'arbres de la famille des Bombacaceae). A noter cependant que le coton de ses fruits est de qualité inférieure à celui du véritable Arbre à kapok Ceiba pentandra.

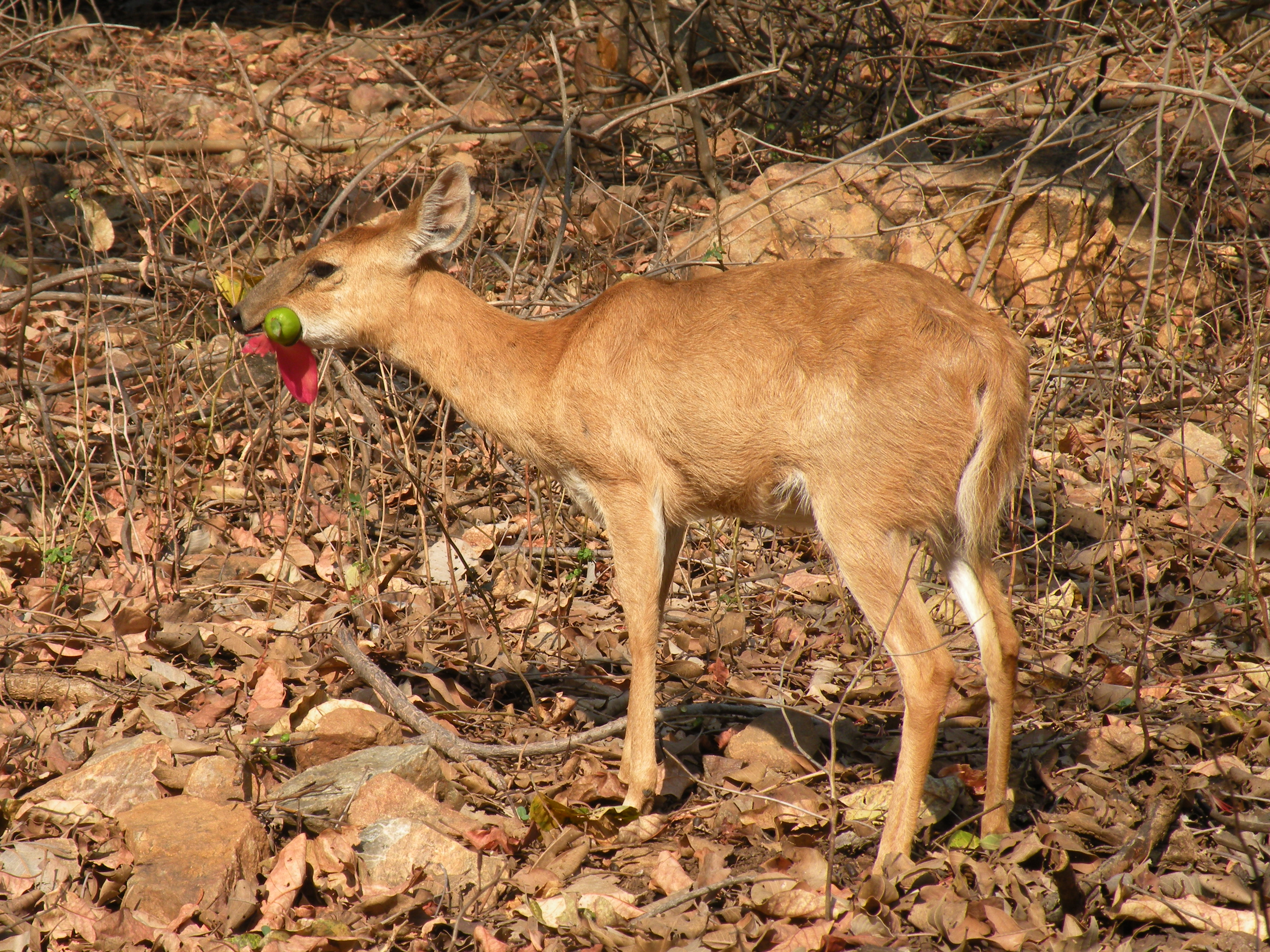
Antilope tétracère Chousingha se nourrissant de fleurs de Bombax ceiba

L'huile des graines est comestible, le tourteau sert de nourriture pour les animaux. Les animaux sauvages aiment manger les fleurs tombées.
Cette plante est utilisée pour son pouvoir anti-angiogénique dans la médecine traditionnelle viêt.